# Фармінгтон (Арканзас)
Фармінгтон (англ. Farmington) — місто (англ. city) в США, в окрузі Вашингтон штату Арканзас. Населення — 7584 особи (2020).

## Географія
Фармінгтон розташований на висоті 362 метра над рівнем моря за координатами 36°2′12″ пн. ш. 94°15′9″ зх. д. / 36.03667° пн. ш. 94.25250° зх. д. (36.036581, -94.252466).  За даними Бюро перепису населення США в 2010 році місто мало площу 25,58 км², з яких 25,45 км² — суходіл та 0,13 км² — водойми.

## Демографія
Згідно з переписом 2010 року, у місті мешкали 5974 особи в 2221 домогосподарстві у складі 1590 родин. Густота населення становила 233 особи/км².  Було 2416 помешкань (94/км²). 
Расовий склад населення:
| - 90,2 % — білих - 1,2 % — чорних або афроамериканців - 1,2 % — азіатів - 1,1 % — корінних американців - 0,1 % — вихідців з тихоокеанських островів - 2,2 % — осіб інших рас |

До двох чи більше рас належало 3,9 %. Іспаномовні складали 5,9 % від усіх жителів.
За віковим діапазоном населення розподілялося таким чином: 30,2 % — особи молодші 18 років, 58,9 % — особи у віці 18—64 років, 10,9 % — особи у віці 65 років та старші. Медіана віку мешканця становила 33,0 року. На 100 осіб жіночої статі у місті припадало 92,9 чоловіків;  на 100 жінок у віці від 18 років та старших — 85,4 чоловіків також старших 18 років.
Середній дохід на одне домашнє господарство  становив 61 044 долари США (медіана — 50 609), а середній дохід на одну сім'ю — 66 636 доларів (медіана — 54 324). Медіана доходів становила 40 808 доларів для чоловіків та 36 042 долари для жінок. За межею бідності перебувало 11,4 % осіб, у тому числі 11,3 % дітей у віці до 18 років та 22,5 % осіб у віці 65 років та старших.
Цивільне працевлаштоване населення становило 3067 осіб. Основні галузі зайнятості: освіта, охорона здоров'я та соціальна допомога — 31,2 %, роздрібна торгівля — 16,3 %, виробництво — 11,5 %, будівництво — 9,2 %.
За даними перепису населення 2000 року у Фармінгтоні проживало 3605 осіб, 1013 сімей, налічувалося 1337 домашніх господарств і 1390 житлових будинків. Середня густота населення становила близько 291 осіб на один квадратний кілометр. Расовий склад Фармінгтона за даними перепису розподілився таким чином: 94,01 % білих, 0,64 % — чорних або афроамериканців, 1,75 % — корінних американців, 0,25 % — азіатів, 2,41 % — представників змішаних рас, 0,94 % — інших народів. Іспаномовні склали 2,19 % від усіх жителів міста.
З 1337 домашніх господарств в 43,6 % — виховували дітей віком до 18 років, 58,8 % представляли собою подружні пари, які спільно проживали, в 14,1 % сімей жінки проживали без чоловіків, 24,2 % не мали сімей. 19,1 % від загального числа сімей на момент перепису жили самостійно, при цьому 7,4 % склали самотні літні люди у віці 65 років та старше. Середній розмір домашнього господарства склав 2,70 особи, а середній розмір родини — 3,09 особи.
Населення міста за віковим діапазоном за даними перепису 2000 року розподілилося таким чином: 30,7 % — жителі молодше 18 років, 10,3 % — між 18 і 24 роками, 34,5 % — від 25 до 44 років, 16,1 % — від 45 до 64 років і 8,4 % — у віці 65 років та старше. Середній вік мешканця склав 30 років. На кожні 100 жінок в Фармінгтоні припадало 93,8 чоловіків, у віці від 18 років та старше — 85,3 чоловіків також старше 18 років.
Середній дохід на одне домашнє господарство в місті склав 38 969 доларів США, а середній дохід на одну сім'ю — 43 472 долара. При цьому чоловіки мали середній дохід в 30 317 доларів США на рік проти 21 250 доларів середньорічного доходу у жінок. Дохід на душу населення в місті склав 15 387 доларів на рік. 5,2 % від усього числа сімей в місті і 7,5 % від усієї чисельності населення перебувало на момент перепису населення за межею бідності, при цьому 7,3 % з них були молодші 18 років і 12,1 % — у віці 65 років та старше.